# Chapelle Saint-Nazaire-de-Marissargues (Aubais)
La chapelle Saint-Nazaire-de-Marissargues est une chapelle catholique située à Aubais, dans le département français du Gard en région Occitanie.
La chapelle, qui était à l'origine une église carolingienne, est entourée d'un vaste cimetière comportant 1500 tombes rupestres anthropomorphes.

## Localisation
La chapelle, qui ne doit pas être confondue avec l'église paroissiale d'Aubais, se situe à environ 1 km au sud-est d'Aubais, à l'extrémité d'une table rocheuse, dans un paysage de garrigue arborée : on y accède à partir du centre d'Aubais par la route d'Aigues-Vives, le chemin des Murets et le chemin de Saint-Nazaire.
Elle se situe sur un itinéraire qui traverse la région du nord au sud depuis le haut Moyen Âge, de Calvisson à Saint-Laurent-d'Aigouze en passant par Marsillargues.
Depuis la chapelle, la vue porte jusqu'au littoral méditerranéen.

## Historique

### Église carolingienne et cimetière rupestre
Quatre campagnes de fouilles menées de 2001 à 2004 sous la direction de l'archéologue Mathieu Ott ont montré qu'une église carolingienne s'élevait à cet emplacement dès le VIIIe siècle, entourée d'un grand cimetière comportant 1500 tombes rupestres anthropomorphes à loges céphaliques, dont les plus anciennes remontent aux VIIIe et IXe siècles,,. 
Il n'y a pas d'habitat groupé autour de l'église à l'époque carolingienne, ce qui amène l'archéologue Mathieu Ott à supposer que les morts ensevelis dans ce cimetière venaient des fermes des environs.
Le cimetière est utilisé durant plus de 250 ans, ce qui semble indiquer pour Ott que l'église avait le statut d'église paroissiale bien que les sources soient muettes sur ce point.
Aux XIe et XIIe siècles , les inhumations se raréfient puis s'arrêtent.

### Prieuré bénédictin
Un prieuré, dépendance de l'abbaye bénédictine de Psalmodi à Saint-Laurent-d'Aigouze, apparaît au nord de l'église au début du XIe siècle,.
Aubais est mentionné dans le cartulaire de l'abbaye de Psalmodi sous le nom d'Albais en 1095, d'Albassium en 1125 et d'Albatium en 1155.
Un texte daté de 1125 confirme la donation faite (antérieurement à cette date) par l'évêque de Nîmes de plusieurs églises de son diocèse à l'abbaye de Psalmodi, dont l'église d'Aubais.
Le prieuré évolue ensuite  en prieuré fortifié puis est abandonné au XVe siècle,,.

### Chapelle
La chapelle subsistante a été modifiée plusieurs fois. Des fresques la décorent vers le XIVe siècle.
La chapelle est encore mentionnée sous les noms de Prieuré Saint-Nazaire et Notre-Dame d'Aubays en 1612 puis de Commanderie d'Aubais en 1711, et elle faisait partie de l'archiprêtré de Sommières.
Un bâtiment, logis ou ermitage, lui est accolé au sud à la fin du XVIIe ou au début du  XVIIIe siècle.
La chapelle est inscrite au titre des monuments historiques par l'arrêté du 15 septembre 2016.

## Architecture

### Façade occidentale
À l'ouest, la chapelle présente une haute façade de moellons cantonnée de chaînages d'angle faits de blocs de pierre de taille de grande dimension.
Cette façade est percée d'un portail de style classique dont les piédroits moulurés et harpés supportent un arc surbaissé dont la clé d'arc est frappée du millésime 1782. 
Ce portail est surmonté d'un entablement en forte saillie, d'une fenêtre rectangulaire et d'une petite fenêtre à arc en mitre (ou arc en bâtière).
La façade occidentale se termine par un clocheton de facture classique, composé de deux registres séparés par un fin cordon de pierre, d'une baie campanaire unique, d'un fronton triangulaire, et enfin d'une croix sommitale.

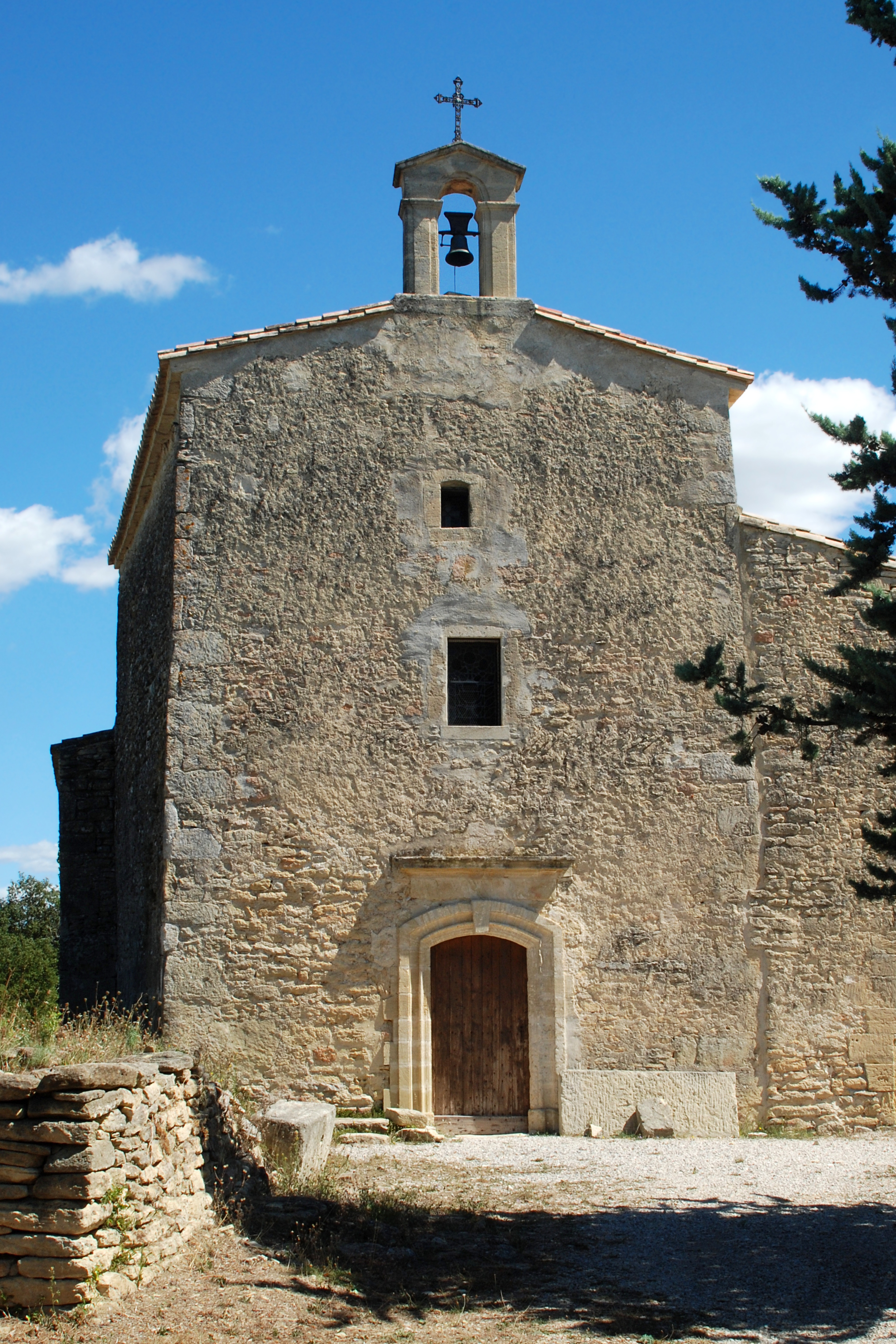
La façade occidentale.
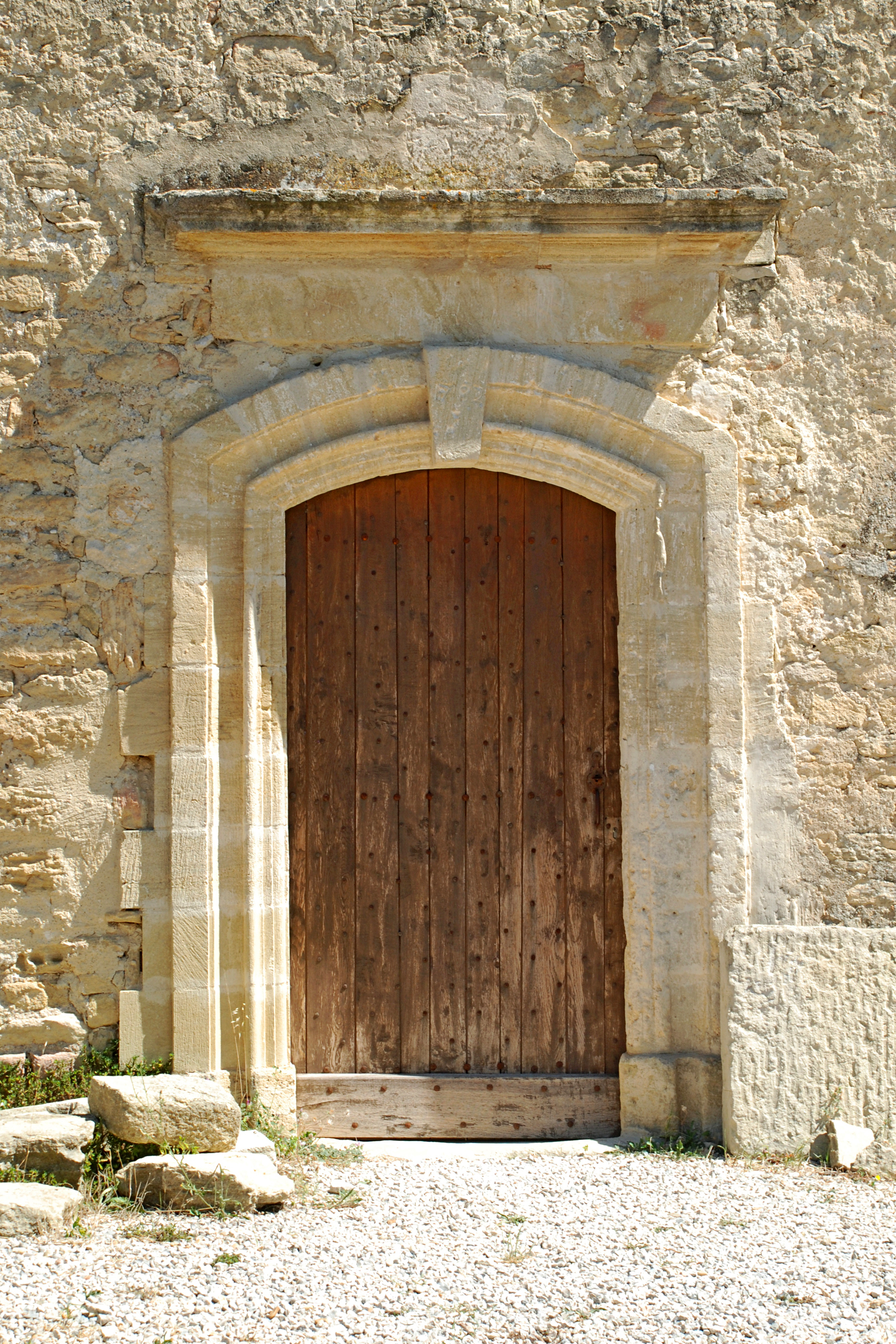
Le portail classique.
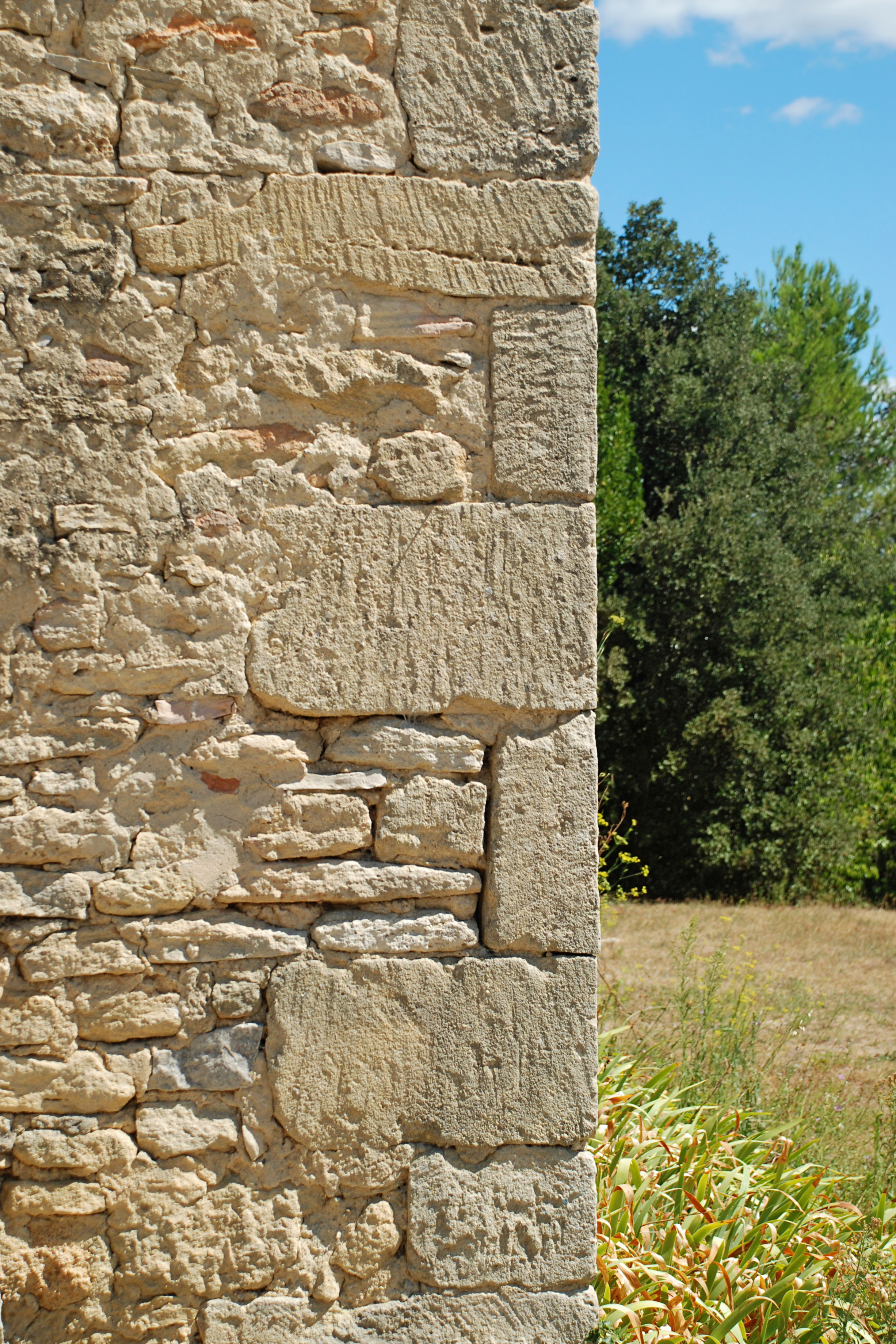
Chaînages d'angle.

### Façade méridionale
La façade méridionale est en grande partie masquée par le logis ou ermitage ajouté à la fin du XVIIe ou au début du  XVIIIe siècle. Ce logis, édifié lui aussi en moellons avec des chaînages d'angle en blocs de pierre de taille de belle dimension et couvert d'un toit en appentis, est percé à l'ouest d'une porte rectangulaire et d'une minuscule fenêtre carrée, et au sud d'une minuscule fenêtre carrée à linteau monolithe et d'une fenêtre rectangulaire placée juste sous la corniche.
À l'arrière de l'ermitage, on trouve une annexe basse édifiée en moellons plus gros assemblés en appareil irrégulier, au-dessus de laquelle on aperçoit une baie cintrée à encadrement de pierre de taille.

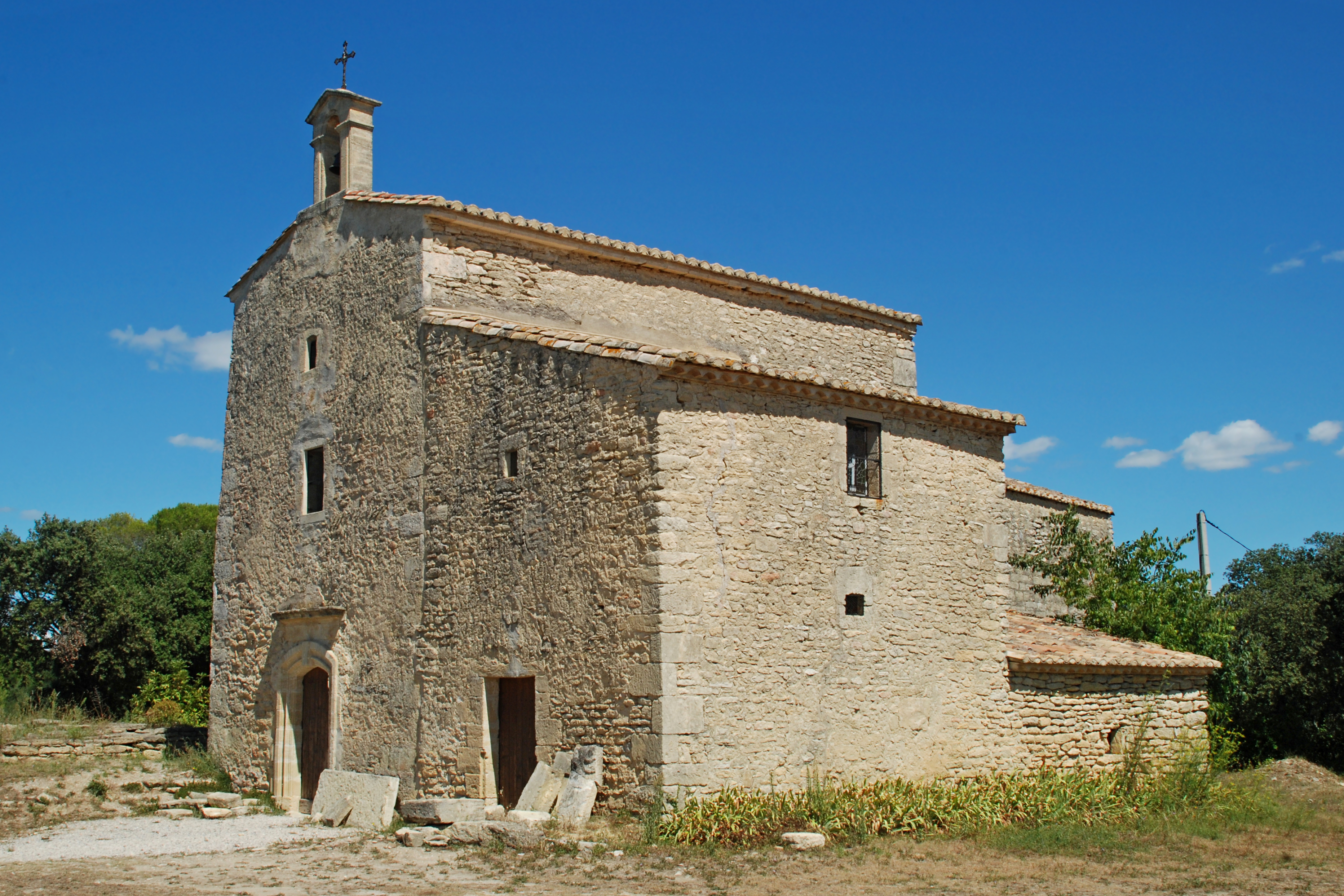
L'ermitage accolé à la façade sud de la chapelle.
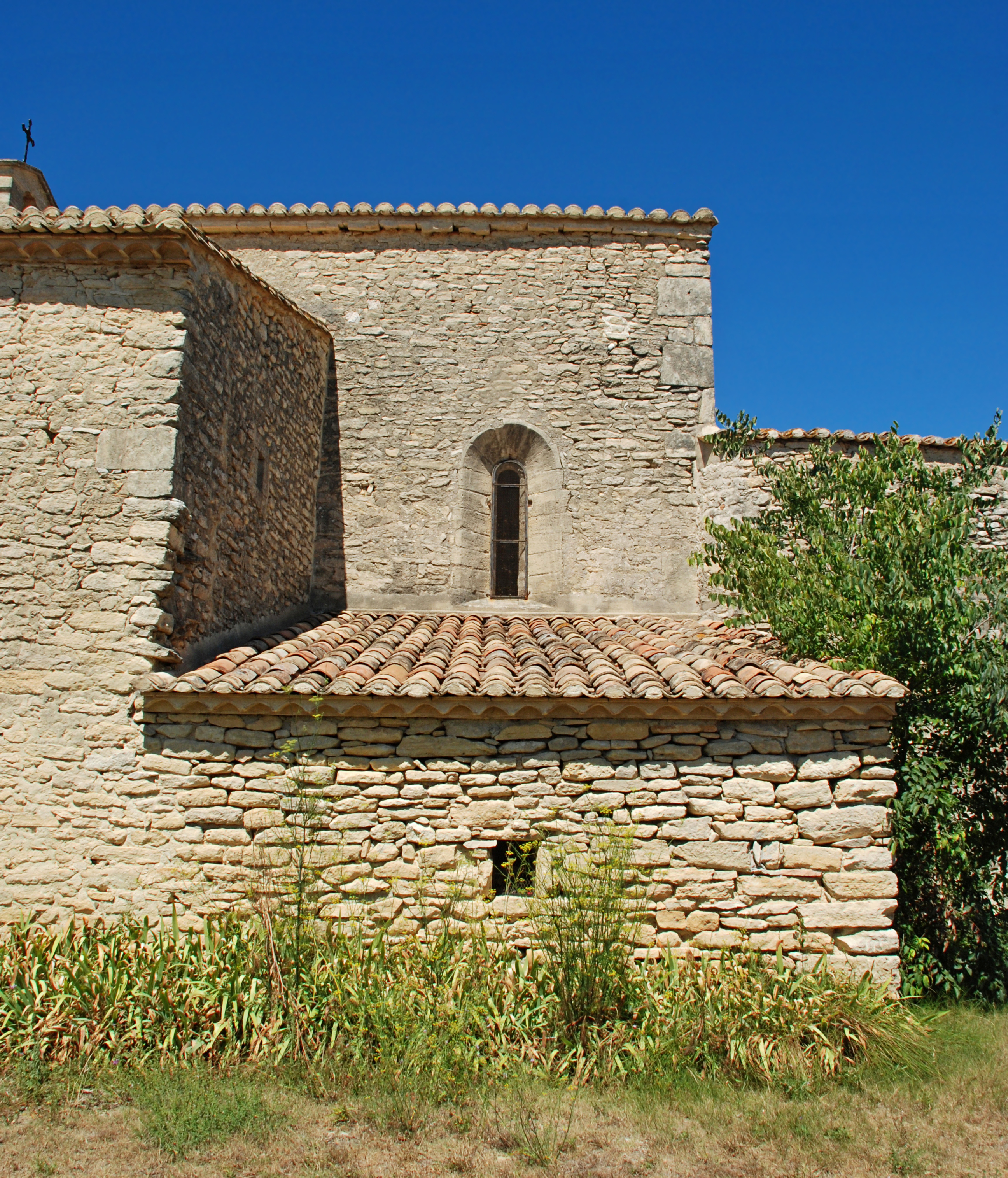
L'annexe.
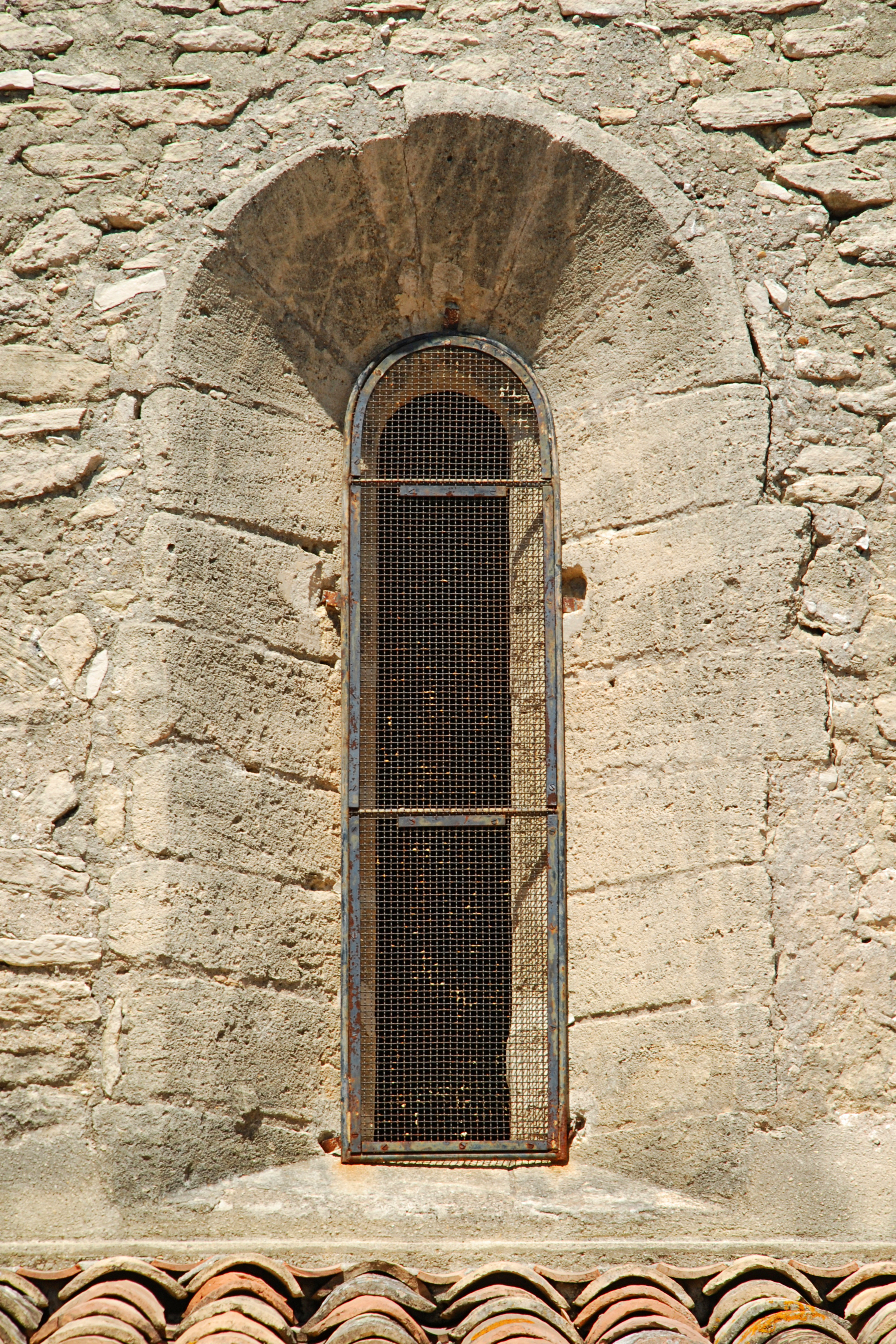
La fenêtre cintrée.

### Chevet
La chapelle se termine à l'est par un chevet plat. Comme l'écrit Mathieu Ott « Si le chevet carolingien est bien conservé, seule l'amorce orientale du mur gouttereau a échappé aux reprises architecturales du XIe siècle. Le parement est constitué de petites moellons de molasse locale. Il présente, dans les parties conservées, une alternance d'assises étroites (5 à 10 cm) et d'assises hautes (15 à 20 cm ».
La façade orientale du chevet est percée d'une haute baie cintrée à encadrement de pierre de taille et aux piédroits harpés.

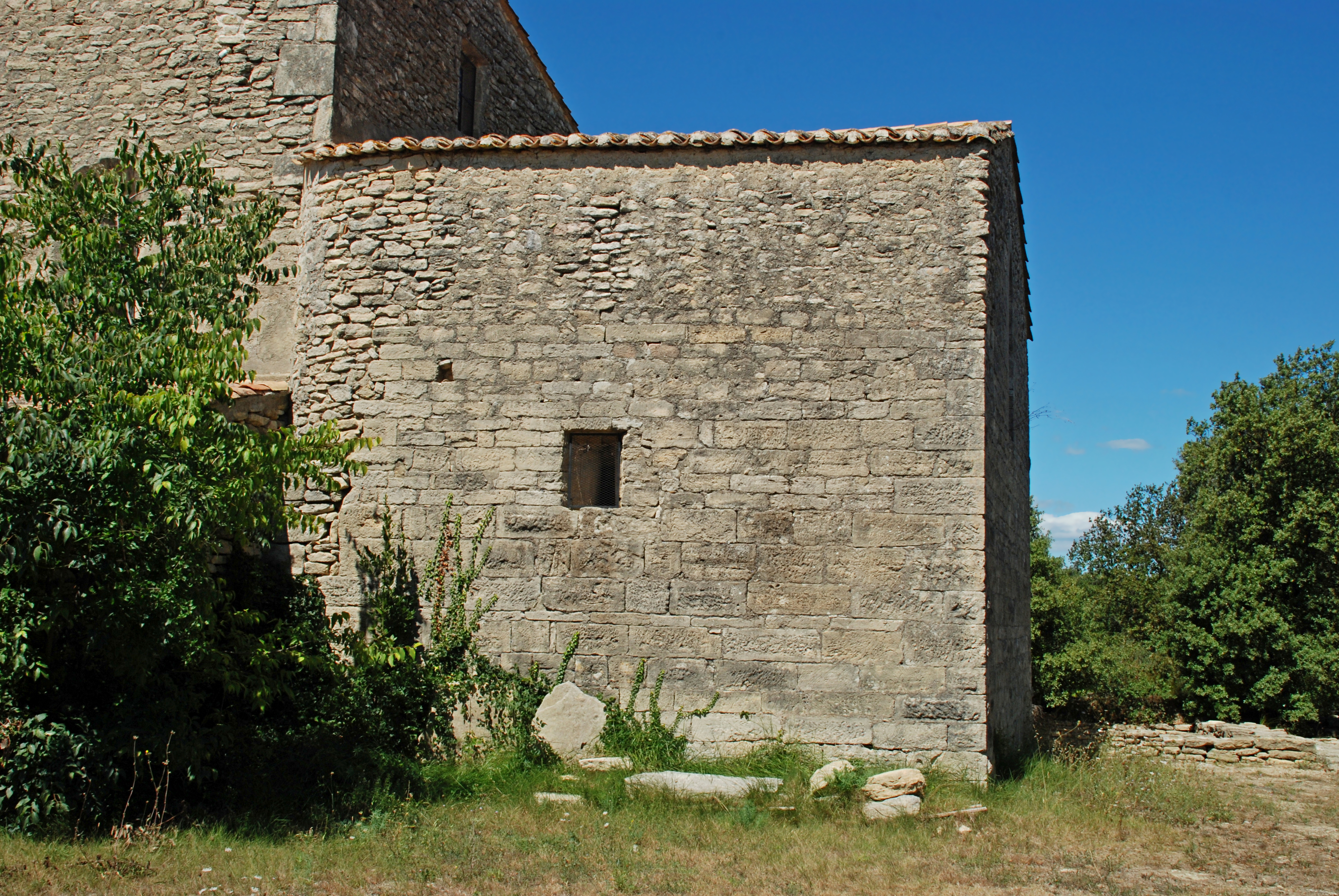
La façade méridionale du chevet plat.
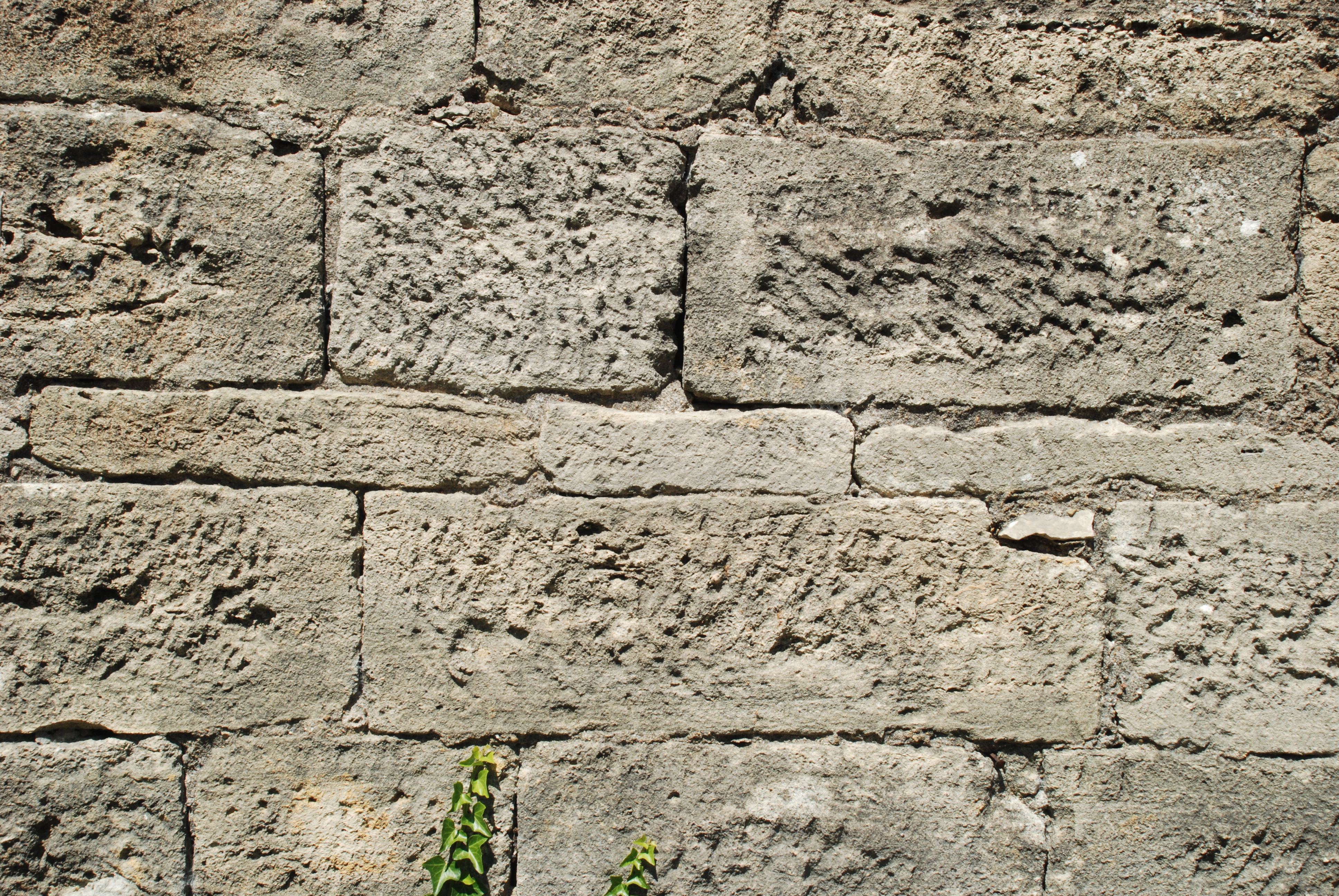
Alternance d'assises étroites et d'assises hautes dans la maçonnerie du chevet.
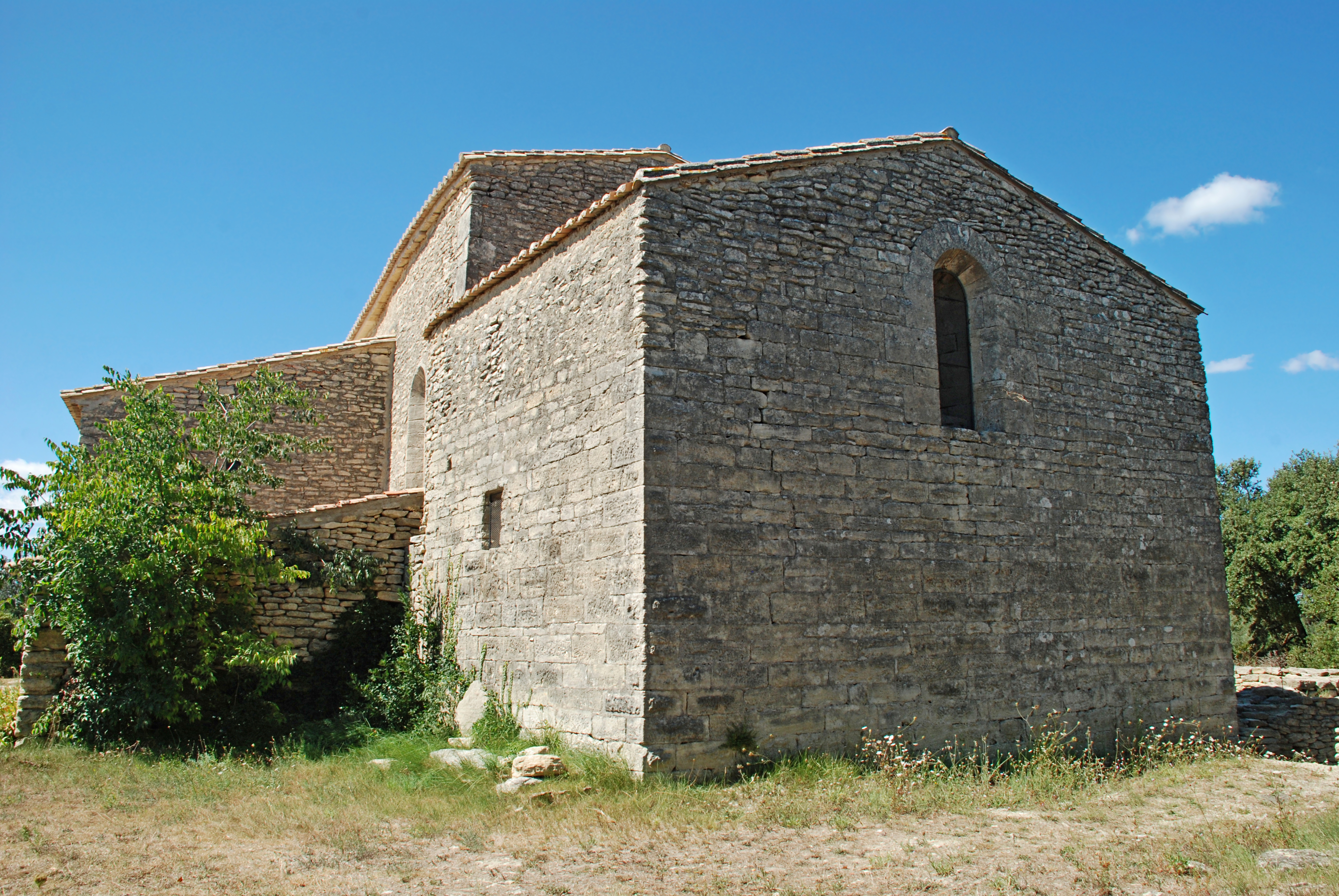
Le chevet vu de l'est.

## L'ancienne nécropole
Comme il a été dit plus haut, la chapelle est entourée d'une ancienne nécropole comportant 1500 tombes rupestres anthropomorphes dont les plus anciennes remontent aux VIIIe et IXe siècles,,.
Ce cimetière a été utilisé jusqu'au XVe siècle.

Les tombes rupestres anthropomorphes
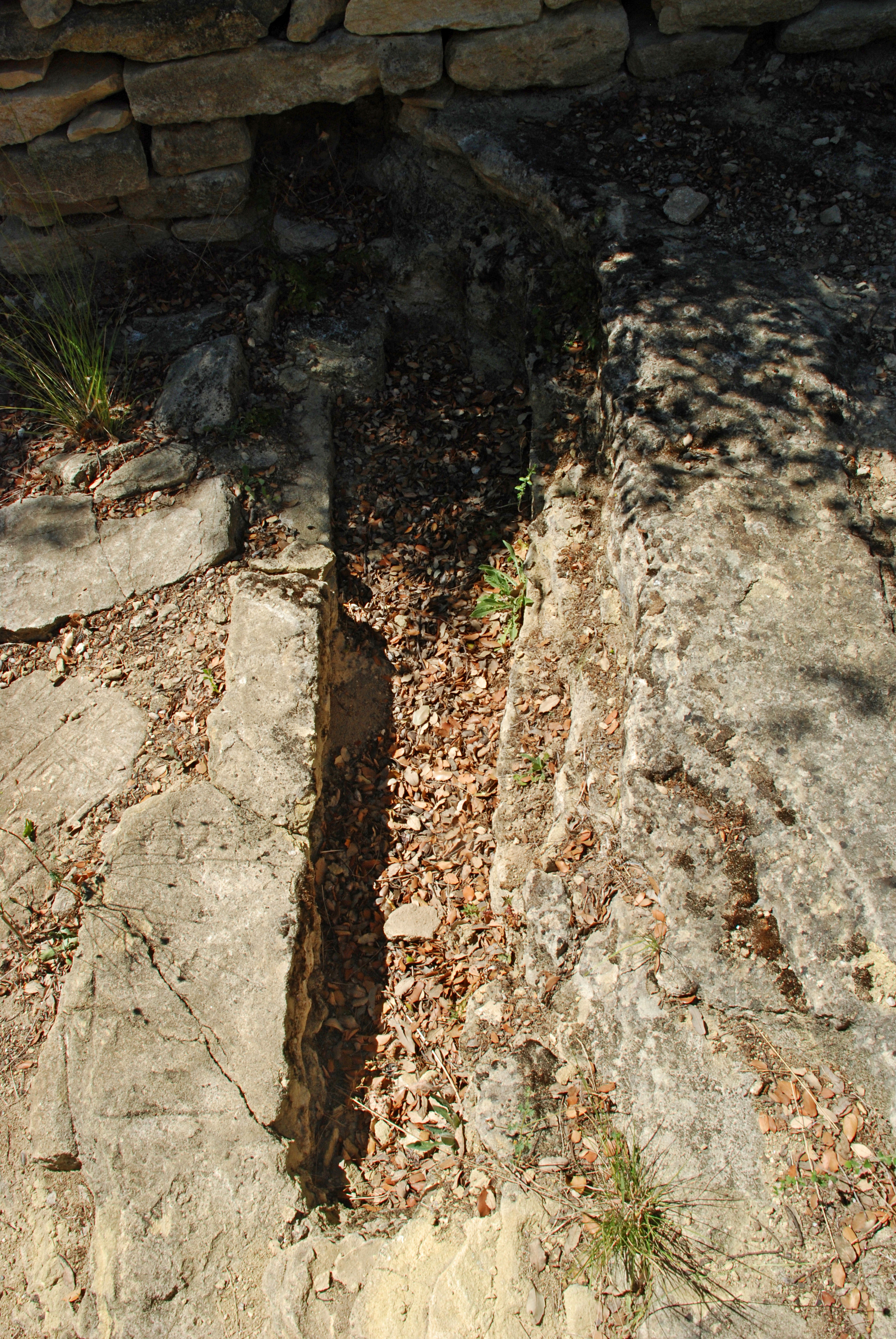
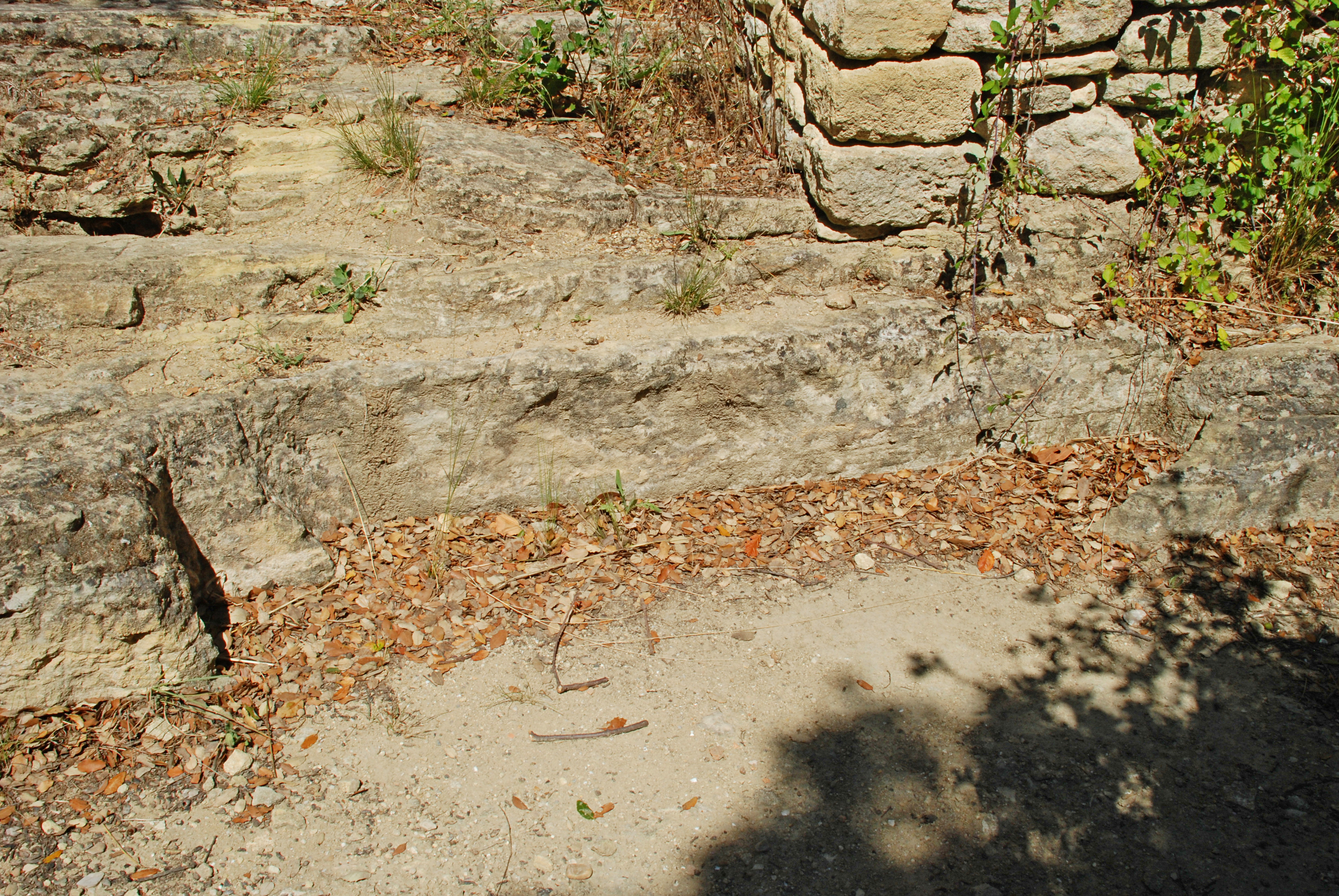
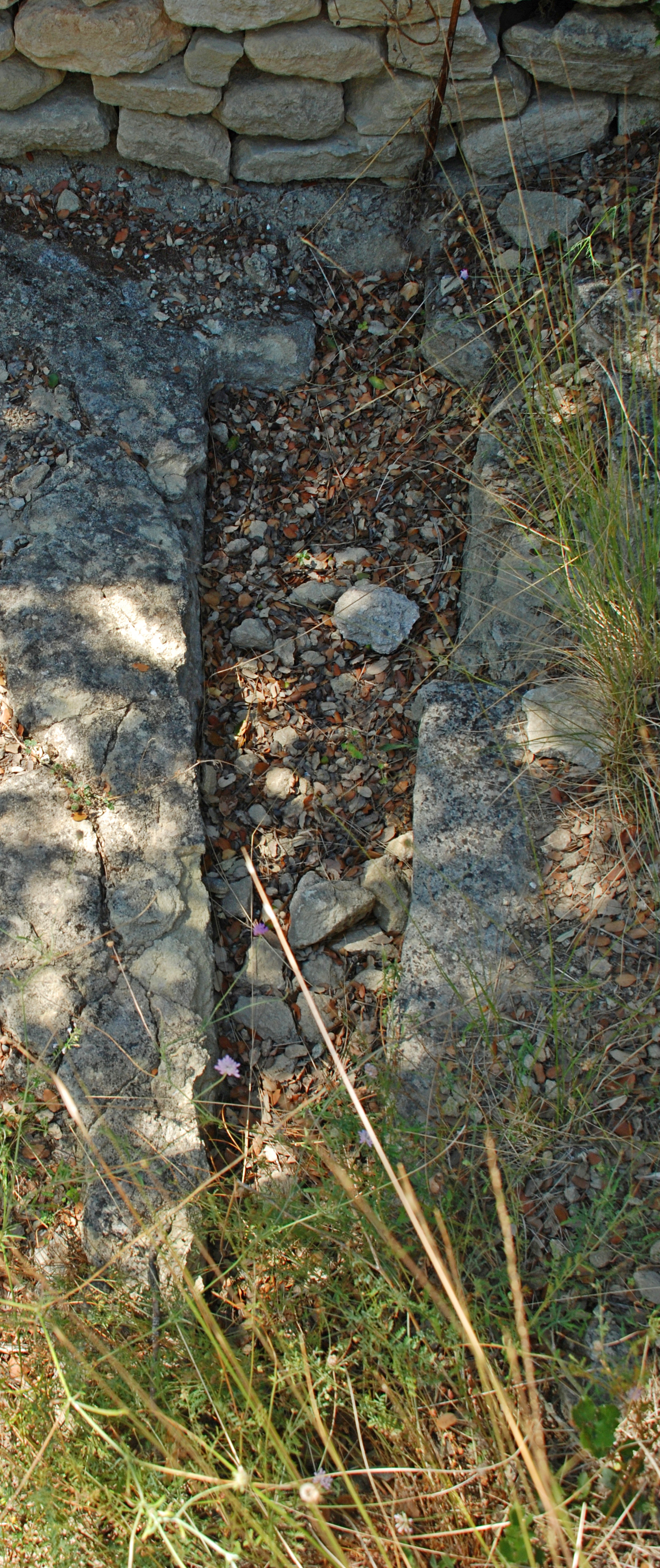